# Чикваров, Вениамин Владимирович
Вениамин Владимирович Чикваров (23 августа 1928 — 18 декабря 2012) — заслуженный тренер России, почётный гражданин города Глазова, отличник физической культуры Удмуртской АССР, основатель спортивной борьбы города Глазова.

## Биография
Вениамин Чикваров родился в 23 августа 1928 году в деревне Малое Кузнецово Нижегородской области. Окончил Львовский институт физической культуры. Стал учителем физкультуры в школе № 11, затем начал работать тренером по борьбе в Глазове в СК «Прогресс». С 1952 по 1962 год работал директором Детско-юношеской спортивной школы. Свыше 50 спортсменов под руководством Вениамина Чикварова стали мастерами спорта СССР и России. Благодаря спортивному и педагогическому таланту Вениамина Владимировича глазовская секция борьбы стала одной из сильнейших в республике и даже Союзе
В 1994 году написал книгу «Глазов спортивный», в которой впервые была отражена история достижений и развития физической культуры и спорта города, имена всех выдающихся спортсменов и тренеров Глазова. В 1998 году Вениамину Чикварову было присвоено звание «Почётного гражданина города Глазова».
У Вениамина Владимировича две дочери, четверо внуков.
Вениамин Чикваров был первым тренером мастера спорта СССР международного класса, Василия Лапина и Виктора Анатольевича Малых, чемпиона ЦС ФИС, Удмуртии в эстафетных гонках по биатлону в составе сборной СК "Прогресс".
Умер 18 декабря 2012 года.
В Глазове перед Домом спорта размещена мемориальная доска Вениамина Владимировича Чикварова. В городе проводится турнир по греко-римской борьбе памяти В. В. Чикварова. В 2017 году на турнир в память о Вениамине Чикварове приехало около 130 спортсменов из Кирово-Чепецка, Набережных Челнов, Соликамска, Ижевска, Воткинска, Нижнего Новгорода, Кирова, Казани, Перми, Нижнекамска, Воткинска, Можги. Турнир проводится ежегодно.